# South Bristol (Maine)
South Bristol est une ville américaine située dans le Comté de Lincoln, dans le Maine. Sa population était de 1 127 habitants lors du recensement de 2020.